# Estación de Boulainvilliers
Boulainvilliers es una estación ferroviaria de la Línea RER C, situada en el XVI Distrito de París.
Ofrece conexión con la línea 9 del metro de París a través de largos pasillos que llevan hasta la estación de La Muette.

## Historia
La estación fue inaugurada el 12 de abril de 1900 aunque la línea C del RER no llegaría hasta 1988.
Debe su nombre al antiguo pueblo de Boulainvilliers hoy día absorbido por París.